# Psilocybe Larvae
PSILOCYBE LARVAE — российская группа в жанре melodic doom-dark-death metal. Основана в 1996 году в Выборге.

## История
Первоначальный состав:
- Виталий «Larv» Белобрицкий — гитара, вокал;
- Олег «Kesha» Пешкичев — бас;
- Денис «Vinja» Виноградов — гитара;
- Евгений «John» Ушаков — барабаны.

После первого демо «Liar», записанного весной 1996, PL впервые вошли в профессиональную студию в 1997, где был записан трек, вошедший в сборник «Russian Alternative Extreme Metal». Партию ударных сыграл Илья «Alan» Пияев (игравший в то время в PAINFUL MEMORIES), поскольку к моменту записи John уже покинул команду. В 2000 году на студии Signal Records команда записывает свой первый полноформатник «STIGMATA», который был издан в кассетном варианте собственными силами. За ударной установкой снова сидел Alan, успевший к тому времени поиграть в AZEROTH и сменивший второго по счету барабанщика PSILOCYBE LARVAE Евгения Голубкова.
В 2001 году питерский лейбл Black Side Prod. выпускает «STIGMATA» на CD. В этом же году происходят очередные изменения в составе команды: летом место второго гитариста занимает Андрей «Luk» Лукашков, а осенью в штат группы добавляется новая музыкальная единица — клавишник Денис «Den» Чижов.
В августе 2002 записывается песня Карма Мира для трибьюта легендарной культовой punk hardcore группы ХИМЕРА.
Коллектив продолжает сотрудничество с лэйблом Black Side Prod. и совместными усилиями в 2003 году выходит в свет новый альбом «AGONY», записанный на студии «Калипсо». Композиции группы активно транслируются на радиостанциях России, Беларуси, Румынии, Португалии, Бельгии, Франции. PL также принимают участие в различных компиляциях, изданных в Бразилии, Канаде и Италии.
В 2004 году на итальянском лейбле Piranha Records выходит CD «Manowar Russian Tribute», включающий песню Blood Of The Kings в исполнении группы.
В январе 2005 года группа подписывает контракт с московским лейблом CD-Maximum, которые переиздают STIGMATA и AGONY. Осенью PL перебазируются в Санкт-Петербург, где доукомплектовываются новыми музыкантами — басистом Алексеем «Liga» Леготиным и клавишником Дмитрием «Chaos» Ореховым. Так открывается новая страница в истории коллектива.
Откатав полновесный тур по Украине осенью 2006 года вместе с украинцами HELLION и INFARCT FOCUS , группа приступает к записи своего третьего альбома под названием «NON-EXISTENCE». На этот раз запись происходила в студии ДДТ под руководством известного звукорежиссёра Юрия Смирнова (Amatory, Animal Джаz, Scung), сведением занимались братья Wieslawski в польской студии Hertz (Vader, Decapitated), а мастеринг альбома был выполнен шведскими мастерами в Cutting Room.
В конце 2007 года коллектив подписывает контракт с московским независимым лeйблом Mazzar/Mystic Empire, и в начале 2008 года альбом становится доступным для всех поклонников творчества PL в России, Украине и Беларуси. Так же команда получает несколько предложений от западных лейблов, и в 2009 году музыканты подписывают соглашение с американским лейблом Dark Harvest Records на издание «Non-existence» за рубежом.
Группа не забывает о концертной деятельности и с успехом проводит туры в поддержку нового альбома по городам России («Non-Existent Tour») и Беларуси («Creative Breath Of Death Tour») совместно с KATALEPSY, DEATHBRINGER, THELEMA. В дальнейшем, концертные планы охватывают уже европейские просторы, группа выступает в Варшаве и Таллине.
В 2011 году группа приступает к записи своего нового, четвёртого по счету, альбома в студии Университета профсоюзов у Юрия Смирнова. Он получает название «THE LABYRINTH OF PENUMBRA», став квинтэссенцией всего раннего творчества и новой отправной точкой в дальнейшем развитии коллектива.
Изданием альбома на этот раз занялся итальянский лейбл Buil2Kill Records/Nadir Music, выпустив «THE LABYRINTH OF PENUMBRA» в 2012 году на CD и в цифровом формате. Группа с успехом презентовала новый релиз в России, странах Балтии и Финляндии.
Начало 2013 года ознаменовалось подписанием соглашения с Albagi Music Promotion в плане оказания помощи группе с промоушеном в Германии.
PL продолжили концертную деятельность в поддержку нового альбома, отправившись в феврале в 6-дневный тур по Беларуси «Penumbra Divisus Tour» и «Tour By Fire», включавший 8 городов в Польше и Чехии в ноябре. Летом группа приняла участие в крупнейшем эстонском фестивале Hard Rock Laager, выступая на одной сцене с такими звездами как TESTAMENT, MARDUK и др.
В то же время происходят очередные изменения в составе. Группа расстается с гитаристом Андреем «Luk» Лукашков и барабанщиком Ильей «Alan» Пияевым. Новыми участниками становятся Константин Kot’h (гитара) и Евгений «Evg» Трефилов (ударные) из дружественного коллектива VERGELTUNG.
В период 2014-2015 года коллектив снова переживает серьёзные кадровые перестановки: раскол с Kot'h и Evg, уход, являвшегося бессменным на протяжении 10 лет, басиста Liga и его возвращение через некоторое время. В PL приходят барабанщик Александр Яковлев (MISANTHROPE COUNT MERCYFUL, TARTHARIA), игравший уже с группой сессионно в 2011 году, и новый гитарист Роман "Dorian" Кондратьев (REFAWN, TOPHET, MONASTERY DEAD).
В 2015 по ряду причин Александр Яковлев покидает коллектив, и бывший барабанщик группы Alan снова занимает свое место за ударной установкой.
В обновленном составе PSILOCYBE LARVAE возобновляют концертную деятельность и в 2016/2017 годах принимают участие в таких фестивалях как Wave-Gotik-Treffen Festival (Германия), Dobry Festival (Словакия) и Metalurg open-air festival (Мурманская область, г. Оленегорск).
В 2018 году состоялся цифровой релиз нового сингла «The Fall Of Icarus», а вслед за ним и выпуск lyric видео. Песня также была представлена на двух европейских фестивалях: Metalshow.lv в Латвии и Meltdown Festival в Германии.
В 2019 году группа приступает к записи своего пятого полноформатного альбома, но уже без второго гитариста Романа. После записи барабанов коллектив расстается и с барабанщиком. В итоге заканчивает работу над альбом уже дуэт Larv и Liga.
Запись проходила в различных студиях Санкт-Петербурга под руководством Дэна Лукьянова, сведением занимался старинный товарищ группы Дмитрий Васильев в Москве, а мастеринг был выполнен известным инженером Томасом Эбергером в Stockholm Mastering.
В 2020 году альбом был полностью готов и получил название «Where Silence Dwells». Тем временем состав укомплектовывается в полном объёме: Александр Яковлев снова вливается в коллектив в качестве барабанщика, а Антон Вересов (BUICIDE, СЕВЕРНЫЕ ВРАТА) принимает на себя обязанности гитариста.
Воодушевленные новым составом и новым альбомом, который должен выйти в конце 2021 года, PSILOCYBE LARVAE возобновляют концертную деятельность в клубах Петербурга, также отметив 25–летний юбилей группы в родном городе Выборге и приняв участие в фестивале Тьма в лесах Ленинградской области.

### Совместные выступления
- Catharsis — Москва, R-clud, 2004 г.
- Norther — СПб, клуб Арктика, 2006 г.
- Anathema — СПб, клуб Орландина, 2007 г.
- Swallow the sun — СПб, Petrodoom festival, 2008 г.
- Sadist — СПб, клуб Орландина, 2010 г.
- Blindead — мини тур: СПб — Москва, 2011 г.
- Vesania — СПб, клуб Орландина, 2011 г.
- Antagonist Zero — мини тур: СПб — Москва, 2012 г.
- Курск — СПБ, клуб Зал, 2014 г.

### Участие в крупных фестивалях
- Ночной Вояж, г. Выборг — 1996—1998, 2004, 2007, 2010 годы
- Rock Palace, г. Пушкин — 2005, 2006 годы
- Hard Rock Laager open-air festival, г. Вана-Вигала — 2013 г.
- Wave-Gotik-Treffen festival г. Лейпциг — 2016 г.
- Dobry open-air festival г. Прешов — 2016 г.
- Metalurg open-air festival, г. Оленегорск - 2017
- Metalshow.lv open-air festival, Ekabpils - 2018
- Meltdown open-air festival, Schuby - 2018
- Тьма open-air festival, Выборгский район Ленинградской области - 2021

## Участники

### Текущие участники
- Виталий «Larv» Белобрицкий — вокал, гитара
- Антон Вересов - гитара
- Алексей "Liga "Леготин — бас гитара
- Александр Яковлев — барабаны

### Бывшие участники
- Андрей «Luk» Лукашков — Гитара
- Константин Kot’h — Гитара
- Роман "Dorian "Кондратьев — Гитара
- Илья "Alan "Пияев — Барабаны
- Олег «Kesha» Пешкичев — Бас гитара
- Дмитрий «Chaos» Орехов — Клавиши
- Евгений «Evg» Трефилов — Барабаны
- Евгений Ушаков — Барабаны
- Евгений Голубков — Барабаны
- Денис «Vinja» Виноградов — Гитарист
- Денис «Den» Чижов — Клавиши

## Дискография

### Номерные альбомы
- 1996 — «Liar» Demo
- 2001 — «Stigmata»
- 2003 — «Agony»
- 2008 — «Non-Existence»
- 2012 — «The Labyrinth of Penumbra»
- 2021 — «Where Silence Dwells»

### Синглы
- 2018 — «The Fall Of Icarus»

### Компиляции
- 1998 — CD,MC «Russian Alternative Extreme Music» «Death is not the End» трек
- 2002 — CD «Vampiria» magazine «Stigmata» трек
- 2003 — CD «Black Hole» magazine «Agony» трек
- 2004 — СD «Buckets Of Blood» vol.2 (Bloodbucket Productions) «Out Of Sanity» трек
- 2004 — CD «Manowar Russian Tribute» (Pirahna Records) «Blood Of The Kings» кавер
- 2006 — MC «Total Jazz — Tribute to Химера» (Карма Мира Records/Outcry Records) «Карма Мира» трек
- 2006 — DVD «Rock Palace Open-Air ' 05» 1 трек
- 2007 — DVD «Rock Palace Open-Air ' 06» 2 трека
- 2008 — CD «Total Jazz — Tribute to Химера» (Карма Мира Records/Kap-kan Records) «Карма Мира» трек
- 2008 — CD «Hell On Fire» compilation «Sleepwalkers» трек

### Видеоклипы
- 2012 — «Trial By Fire», анимация - Дарья Корнеева
- 2018 — «The Fall Of Icarus», визуализация Jēkabs Vilkārsis
- 2021 — «Run To Nowhere», студийное видео
- 2021 — «Inner Darkness», анимация - Дарья Корнеева

- Официальная биография группы — официальный сайт
- Официальная дискография группы — официальный сайт